# Valea Vințului
Valea Vințului – wieś w Rumunii, w okręgu Alba, w gminie Vințu de Jos. W 2011 roku liczyła 458 mieszkańców.